# اوس، آکرشوس
اوس (به لاتین: Ås) یک شهرداری در نروژ است که در آکرشوس واقع شده‌است. اوس ۱۰۳ کیلومتر مربع مساحت و ۱۵٬۸۶۳ نفر جمعیت دارد.

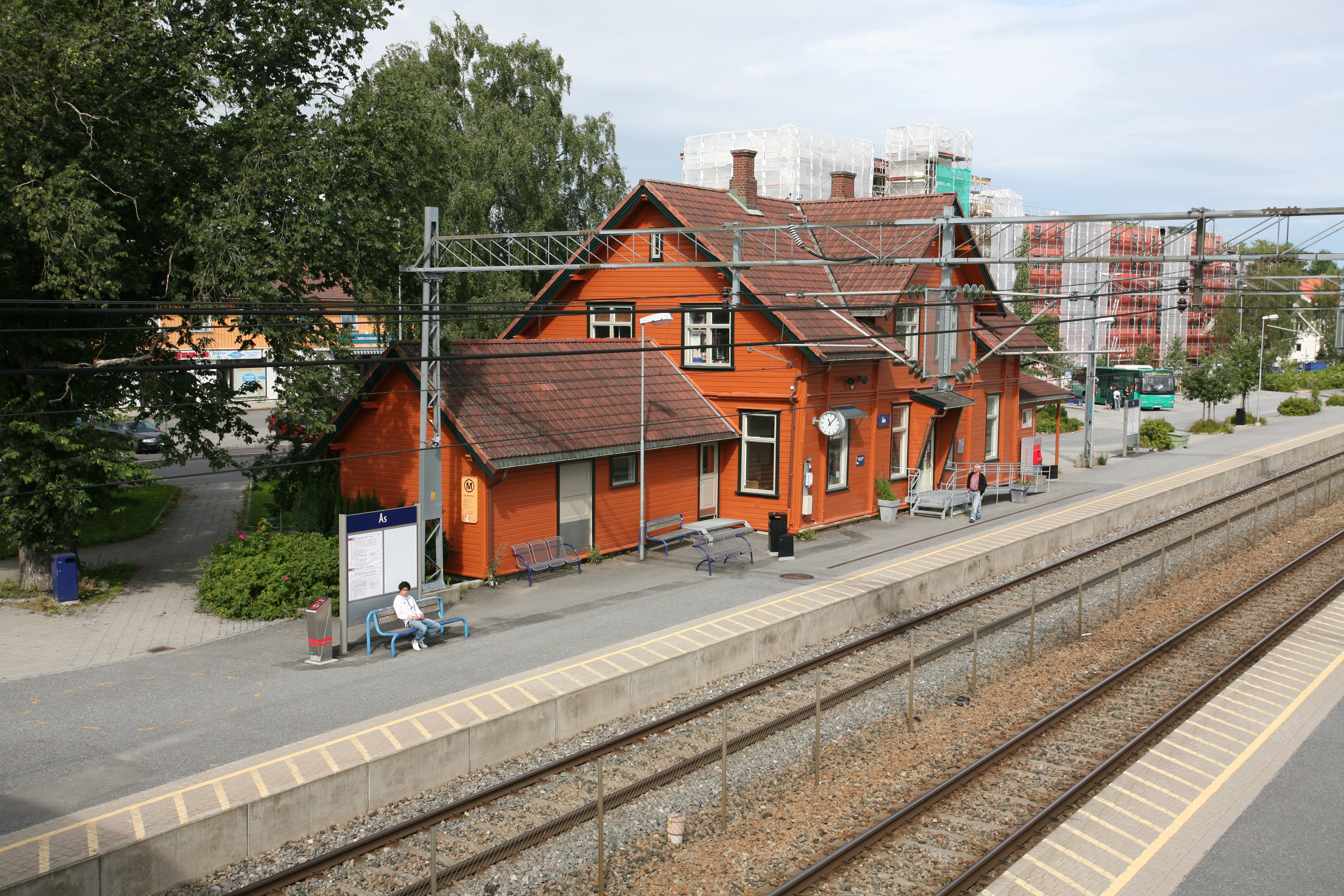
ایستگاه اوس

## خواهرخوانده
شهر بخش یونگبی خواهرخواندهٔ اوس، آکرشوس هست.